# Линија 552 (Београд)
Аутобуска линија 552 (Главна железничка станица - Умка) била је линија јавног градског превоза у Београду.

## Опис
Линија 552 је градско-приградског карактера и протеже се кроз две тарифне зоне (1 и 2). На путу до Умке опслужује и друга чукаричка приградска насеља попут Остружнице и Пећана. 
Занимљиво је и да дуж целокупне трасе 552-ојке паралелно саобраћају још две линије - 551 (Главна железничка станица - Велика Моштаница - Сремчица) и 553 (Главна железничка станица - Руцка). Завршно стајалиште у Умци је једино које користи само линија 552.
Линија саобраћа целодневно и свакодневно. У следећој табели дата су времена прва и последња три поласка са обе окретнице по данима у недељи:
| Дан             | Главна железничка станица | Главна железничка станица | Умка             | Умка                 |
| Дан             | Прва три поласка          | Последња три поласка      | Прва три поласка | Последња три поласка |
| --------------- | ------------------------- | ------------------------- | ---------------- | -------------------- |
| Радни дан       | 4:15 4:55 5:25            | 21:55 22:25 22:55         | 5:00 5:40 6:10   | 22:40 23:10 23:40    |
| Субота и недеља | 4:45 5:30 6:15            | 21:15 22:00 22:45         | 5:30 6:15 7:00   | 22:00 22:45 23:30    |

Ноћни превоз се на линији 552 не обавља, мада поједине делове њене трасе покривају друге ноћне линије.
У редовним условима саобраћаја за превоз од почетне до крајње станице потребно је око 30 минута.

## Превозници
Линију 552 су од дана увођења па закључно са 31. децембром 2015. године одржавала два превозника - ГСП Београд и Луи травел. У том периоду ГСП је обезбеђивао два возила радним даном и једно викендом, док је ЛУИ травел на линији учествовао са по једним возилом свакодневно.
Од 1. јануара 2016. сви поласци на овој линији препуштени су ГСП-у.

## Возни парк
ГСП Београд на ову линију од њеног настанка шаље соло аутобусе и то модел ИК-103. На „пет пет два“ се повремено могу затећи и ГСП-ови зглобни аутобуси, али само у улози заменских возила.
И Луи травел је 552-ојку првих пет и по година одржавао аутобусима ИК-103. У септембру 2013. на линију је укључио нископодне аутобусе ИК-112 и MAN Lion's City A21 EEV. 

## Историјат
Линија 552 је уведена 1. фебруара 2008. године. Првобитно је у смеру ка Гл. жел. станици деоницу од Мостарске петље до Савског трга прелазила трасом Дринска - Сарајевска - Хајдук Вељков венац - Немањина. Од 13. јуна 2009. линија се у оба смера креће Савском улицом. Линија 552 је укинута 7. децембра 2017. године петицијом грађана Умке, а возила са ове линије пребачена су на линију 551.

## Траса линије
| Смер А | ГЛАВНА ЖЕЛЕЗНИЧКА СТАНИЦА - Савска - Мостар - Булевар војводе Мишића - Радничка - Савска магистрала - 13. октобра - Миленије Ивановић - Илије Бабића - УМКА                |
| Смер Б | УМКА - Илије Бабића - Милије Станојловића - 13. октобра - Савска магистрала - Радничка - Булевар војводе Мишића - Мостар - Савска - Савски трг - ГЛАВНА ЖЕЛЕЗНИЧКА СТАНИЦА |

## Списак стајалишта
| Бр. | Смер А Главна железничка станица - Умка                                                    | Смер А Главна железничка станица - Умка |  | Смер Б Умка - Главна железничка станица                                                    | Смер Б Умка - Главна железничка станица |
| Бр. | Стајалиште                                                                                 | КМ                                      |  | Стајалиште                                                                                 | КМ                                      |
| --- | ------------------------------------------------------------------------------------------ | --------------------------------------- |  | ------------------------------------------------------------------------------------------ | --------------------------------------- |
| 1.  | Главна железничка станица (2, 3, 7, 9, 12, 13, 46, 51, 78, 83, 91, 92, 511, 551, 553, 601) | 0                                       |  | Умка                                                                                       | 0                                       |
| 2.  | Палата правде (3, 12, 13, 46, 51, 91, 92, 511, 551, 553, 601)                              | 420                                     |  | Умка (центар) (551, 553)                                                                   | 332                                     |
| 3.  | Београдски сајам (3, 12, 13, 23, 37, 51, 52, 53, 55, 56Л, 58, 88, 91, 92, 511, 551, 553)   | 1.849                                   |  | Зеленгора (551, 553)                                                                       | 1.252                                   |
| 4.  | Чукарица (55, 56, 56Л, 87, 89, 91, 92, 511, 551, 553)                                      | 4.193                                   |  | Пећани (551, 553)                                                                          | 2.475                                   |
| 5.  | Железник „Р“ (54, 91, 511, 551, 553)                                                       | 11.013                                  |  | Остружница 2 (551, 553)                                                                    | 5.337                                   |
| 6.  | Остружница 1 (551, 553)                                                                    | 14.313                                  |  | Остружница 1 (551, 553)                                                                    | 6.731                                   |
| 7.  | Остружница 2 (551, 553)                                                                    | 15.600                                  |  | Железник „Р“ (54, 91, 511, 551, 553)                                                       | 10.042                                  |
| 8.  | Пећани (551, 553)                                                                          | 18.736                                  |  | Чукарица (55, 56, 56Л, 87, 89, 91, 92, 511, 551, 553)                                      | 16.910                                  |
| 9.  | Зеленгора (551, 553)                                                                       | 20.026                                  |  | Београдски сајам (3, 12, 13, 23, 37, 51, 52, 53, 55, 56Л, 58, 88, 91, 92, 511, 551, 553)   | 19.227                                  |
| 10. | Умка (центар) (551, 553)                                                                   | 20.914                                  |  | Дурмиторска (46, 51, 91, 92, 511, 551, 553, 601)                                           | 20.321                                  |
| 11. | Умка                                                                                       | 21.066                                  |  | Палата правде (3, 12, 13, 46, 51, 91, 92, 511, 551, 553, 601)                              | 20.626                                  |
| 12. |                                                                                            |                                         |  | Главна железничка станица (2, 3, 7, 9, 12, 13, 46, 51, 78, 83, 91, 92, 511, 551, 553, 601) | 21.100                                  |

Легенда: